# Eurípilo (rey de Cos)
En la mitología griega, Eurípilo (en griego, Εὐρύπυλος) era hijo de Poseidon y Astipalea. En una versión alternativa, su madre era Mestra.
Era rey de la isla de Cos y, al frente de sus súbditos, combatió contra las naves de Heracles, que habían sido castigadas por una tempestad y se acercaban a la isla. Los coos, creyendo que eran piratas, les arrojaban piedras para impedirles que desembarcaran. Heracles consiguió llegar a la costa, entró por la noche en la ciudad y mató a Eurípilo. Una hija de Eurípilo era Calcíope que, unida a Heracles, tuvo un hijo: Tétalo. La esposa de Eurípilo era Clitia, hija de Mérope.